# Paruroctonus arnaudi
Espèce
Paruroctonus arnaudi est une espèce de scorpions de la famille des Vaejovidae.

## Distribution
Cette espèce est endémique de Basse-Californie au Mexique. Elle se rencontre vers El Socorro.

## Description
Le mâle holotype mesure 64,0 mm et la femelle paratype 60,0 mm.

## Étymologie
Cette espèce est nommée en l'honneur de Paul H. Arnaud.

## Publication originale
- Williams, 1972 : « Four new scorpion species belonging to the genus Paruroctonus (Scorpionida: Vaejovidae). » Occasional Papers of the California Academy of Sciences, no 94, p. 1-16 (texte intégral).